# Christoph August Tiedge

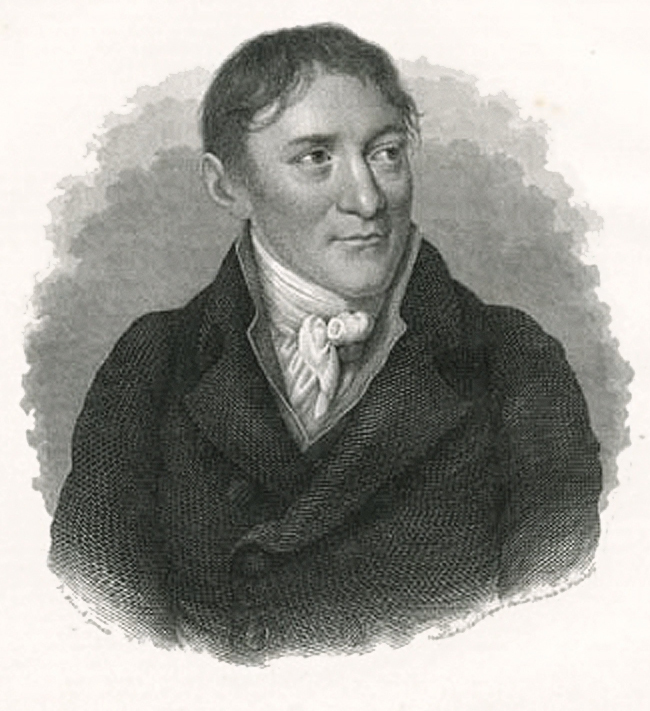
Christoph August Tiedge von Carl Mayer

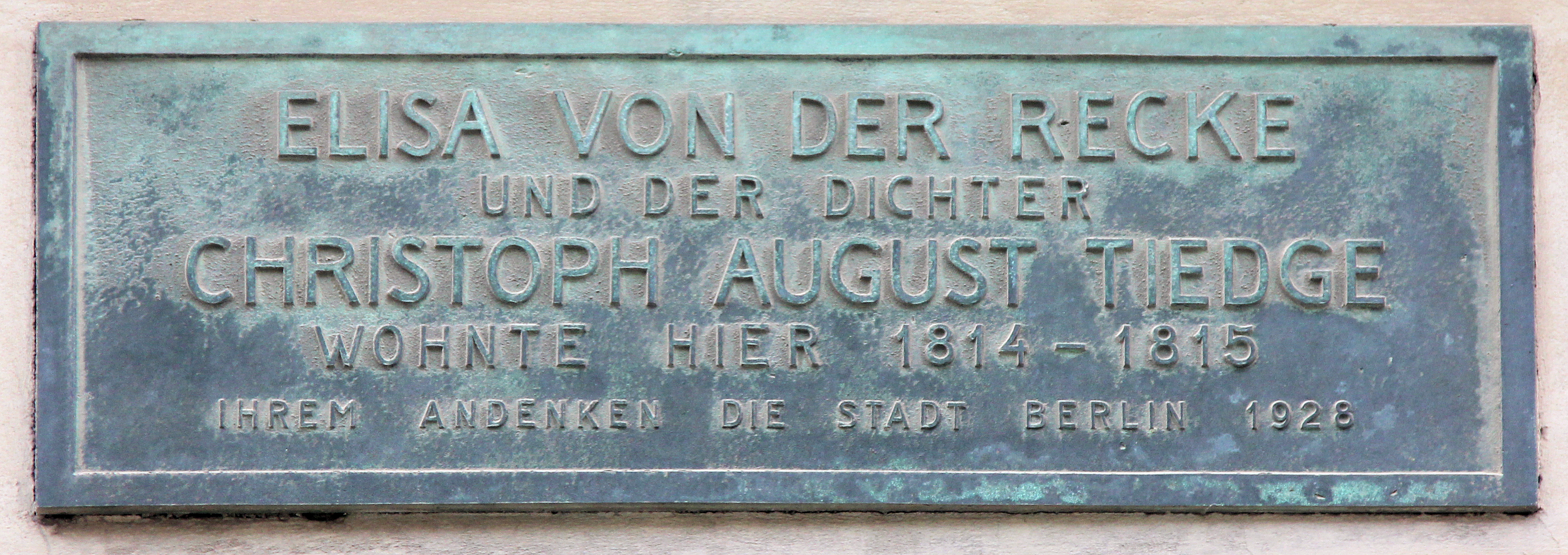
Gedenktafel am Haus Brüderstraße 13, in Berlin-Mitte

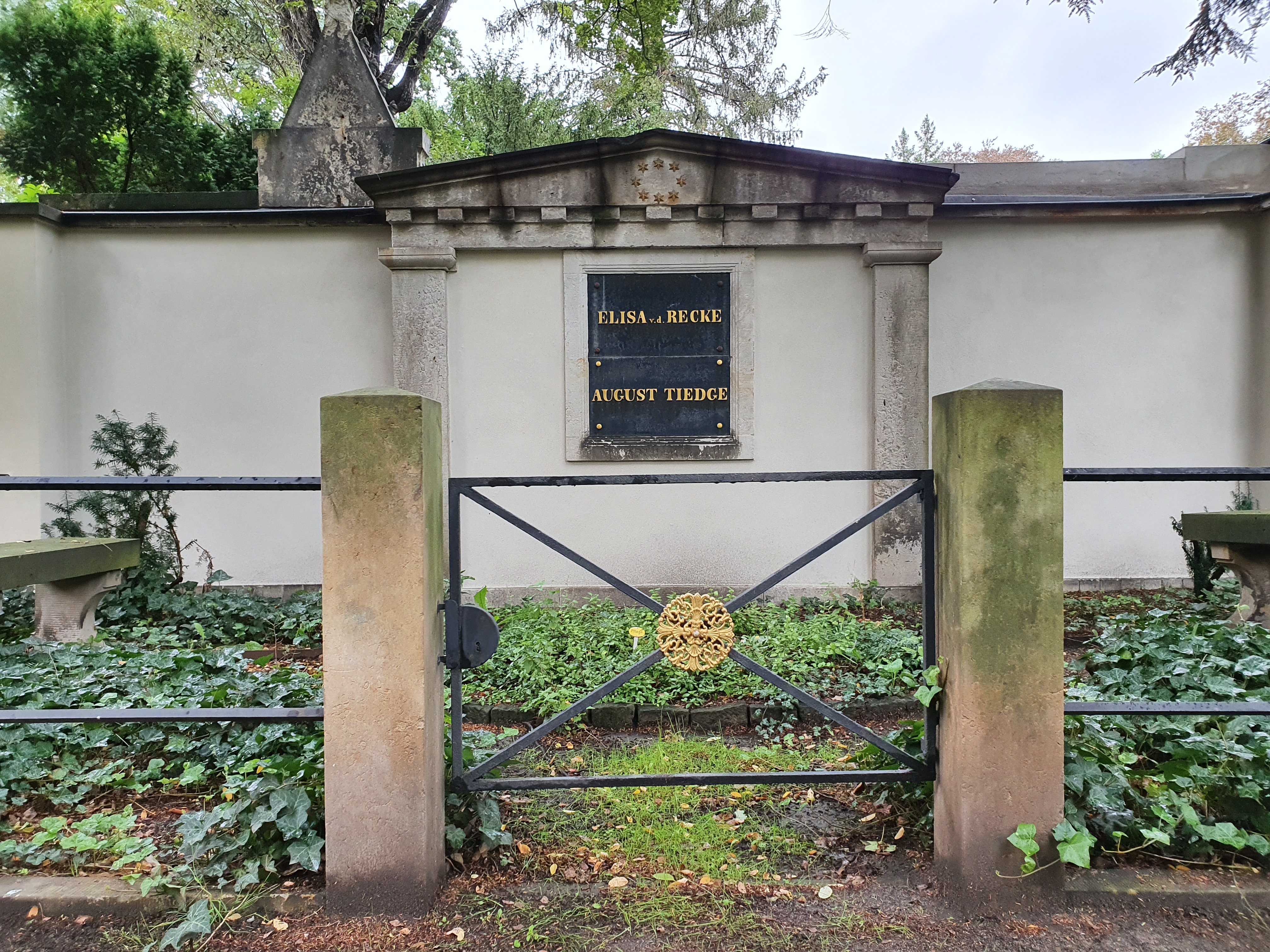
Grabstätte von Elisa von der Recke und August Tiedge auf dem Inneren Neustädter Friedhof in Dresden (Zustand im September 2022)

Christoph August Tiedge (* 14. Dezember 1752 in Gardelegen; † 8. März 1841 in Dresden) war ein deutscher Dichter.

## Leben
Tiedge war der älteste Sohn des Rektors der Gelehrten Stadtschule in Gardelegen und dessen Frau. Er studierte die Rechte in Halle und nahm 1781 eine Hauslehrerstelle an.
1788 zog Tiedge nach Halberstadt, wo er vier Jahre später Sekretär des Domherrn von Steder wurde. Nach dem Tod von Steders zog Tiedge mit dessen Familie in die Nähe von Quedlinburg. Nach dem Tod von Frau von Steder 1797 lebte er abwechselnd auf Reisen in Halle und Berlin. Von 1805 bis 1808 begleitete er die Schriftstellerin Elisa von der Recke durch Deutschland, die Schweiz und Italien. Ab 1819 blieb Tiedge als ihr Gesellschafter in Dresden.
Eine große Liebe und Freundschaft verband die beiden Lebensgefährten noch über den Tod hinaus. Tiedge konnte, nachdem Elisa von der Recke am 13. April 1833 gestorben war, durch ihre vorsorgliche Veranlassung unbesorgt, aber einsam, weiter in der gemeinsamen Wohnung leben, an der nichts verändert werden durfte. Er bezog eine nicht geringe Rente und wurde von der Familie Pappermann gepflegt, die seiner Wohltäterin ergeben war.
Ein allabendlich zusammenkommender Kreis von Freundinnen und Freunden verschaffte dem Dichter Zerstreuung und verhalf ihm, über den Tod seiner langjährigen Freundin hinwegzukommen.
Durch einen Unfall im Sommer 1838 verschlechterte sich der körperliche wie geistige Zustand des 85-jährigen Poeten erheblich. Nachdem er 1840 noch einmal eine Badereise nach Karlsbad unternommen hatte, verlebte er den folgenden Winter in guter Verfassung. In der Nacht des 8. März 1841 starb Tiedge, nachdem sich wenige Abende zuvor ein leichtes Unwohlsein bemerkbar gemacht hatte.

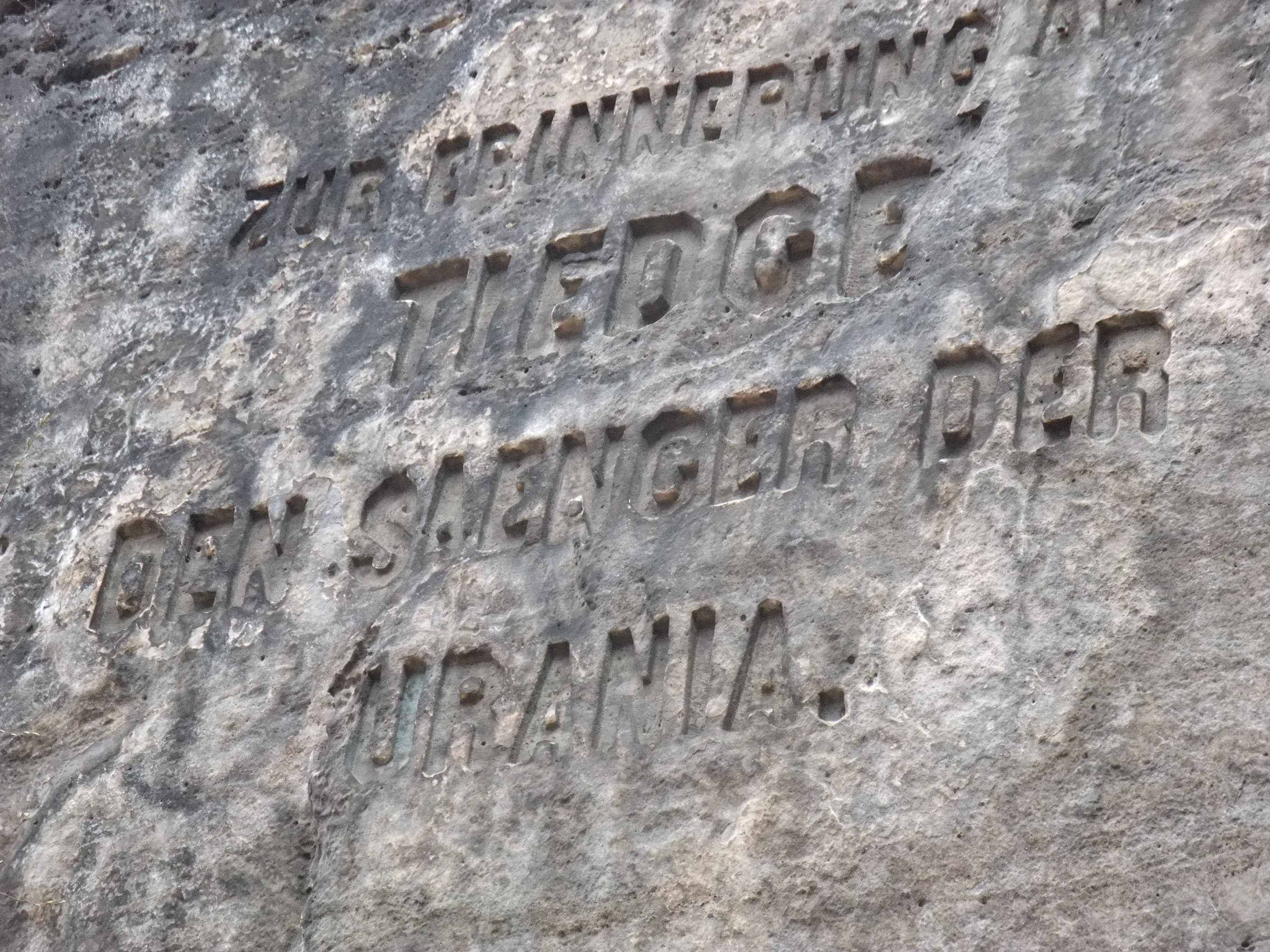
Gedenkinschrift „Zur Erinnerung an Tiedge den Saenger der Urania“ am Tiedgestein

Ein Klettergipfel im Klettergebiet Sächsische Schweiz trägt nach ihm den Namen Tiedgestein. Er steht bei Rathen am östlichen Ende der elbseitigen Felswände der Bastei in der Nähe der Felsenburg Neurathen. Dieser Name etablierte sich, nachdem 1855 zur Erinnerung an den Dichter auf der Nordseite des Felsens eine heute noch gut lesbare Gedenkinschrift für „den Saenger der Urania“ eingemeisselt worden war.

## Werk
Tiedges Ruhm war nicht von Dauer. Er schaffte es nie, aus dem Schatten seiner Vorbilder wie Johann Wilhelm Ludwig Gleim u. a. zu treten, und seine kleineren poetischen Werke wurden nur wenigen bekannt. Einzig sein Hauptwerk Urania (Halle, 1801),
„eine auf rationalistischer Anschauung aufgebaute poetische Behandlung der Kant’schen Philosophie“, ließ Tiedges Namen bei vielen Menschen in Erinnerung bleiben, doch auch seine Elegien und vermischte Gedichte (Halle, 1803) feierten zu seiner Zeit Erfolg.
Geblieben ist von Tiedges Gedichten insbesondere sein Lied Schöne Minka, eine freie Nachdichtung des ukrainischen Volkslieds Es ritt ein Kosak über die Donau (Їхав козак за Дунай). Im Jahr 1808 war August Tiedge im Schwarzwald bei Baden-Baden Gast eines Gartenfestes, das der örtliche Adel veranstaltete. Zugegen waren auch Gäste aus Russland, die offenbar das Lied gesungen haben. Sofort ließ er sich den Text übersetzten und brachte ihn in Reime.
Tiedge veröffentlichte seine Übertragung unter dem Titel Der Kosak und sein Mädchen. Nach einer russischen National-Melodie im Taschenbuch zum geselligen Vergnügen in Leipzig 1809. Im Jahr 1830 wird berichtet, dass es eine Zeit in Deutschland gab, in der Schöne Minka an jeder Straßenecke gesungen, gesummt oder gepfiffen wurde.

## Tiedge und Beethoven
Ludwig van Beethoven vertonte 1804/05 aus Urania das Gedicht An die Hoffnung (op. 32) und überarbeitete und erweiterte diese Liedkomposition im Jahr 1813 (op. 94).

„Ob ein Gott sei? Ob er einst erfülle,

Was die Sehnsucht weinend sich verspricht?

Ob, vor irgendeinem Weltgericht,

Sich dies rätselhafte Sein enthülle?

Hoffen soll der Mensch! Er frage nicht!“

Die Deutsche Grammophon GmbH veröffentlichte 1966 eine Schallplattenaufnahme von op. 94 mit dem Bariton Dietrich Fischer-Dieskau, am Flügel begleitet von Jörg Demus. Außerdem basieren Beethovens Lieder Das Glück der Freundschaft (op. 88, 1803) und Air cosaque (Schöne Minka) (WoO 158a Nr. 16, 1816) auf Texten von Tiedge. Beethoven und Tiedge begegneten sich im Sommer 1811 in Teplitz und unterhielten seitdem eine Korrespondenz, aus der einige freundschaftliche Briefe Beethovens erhalten sind.

## Tiedge und Seume
Tiedge war mit dem zehn Jahre jüngeren Dichter Johann Gottfried Seume befreundet. Seume erkrankte 1808 schwer. Elisa von der Recke und August Tiedge haben ihn 1810 bewogen, zur Heilung seines schmerzhaften Blasen- und Nierenleidens das böhmische Nobelbad Teplitz (heute Teplice) aufzusuchen, wo sie gerade selber kurten. Seume nahm den Rat an, starb dort allerdings zehn Tage nach seiner Ankunft. Im Stadt- und Regionalgeschichtlichen Museum der Stadt Lützen („Museum im Schloss Lützen“) wird ein freundschaftlicher Brief von Seume an Tiedge aufbewahrt, den er wenige Wochen vor seinem Tod geschrieben hat.

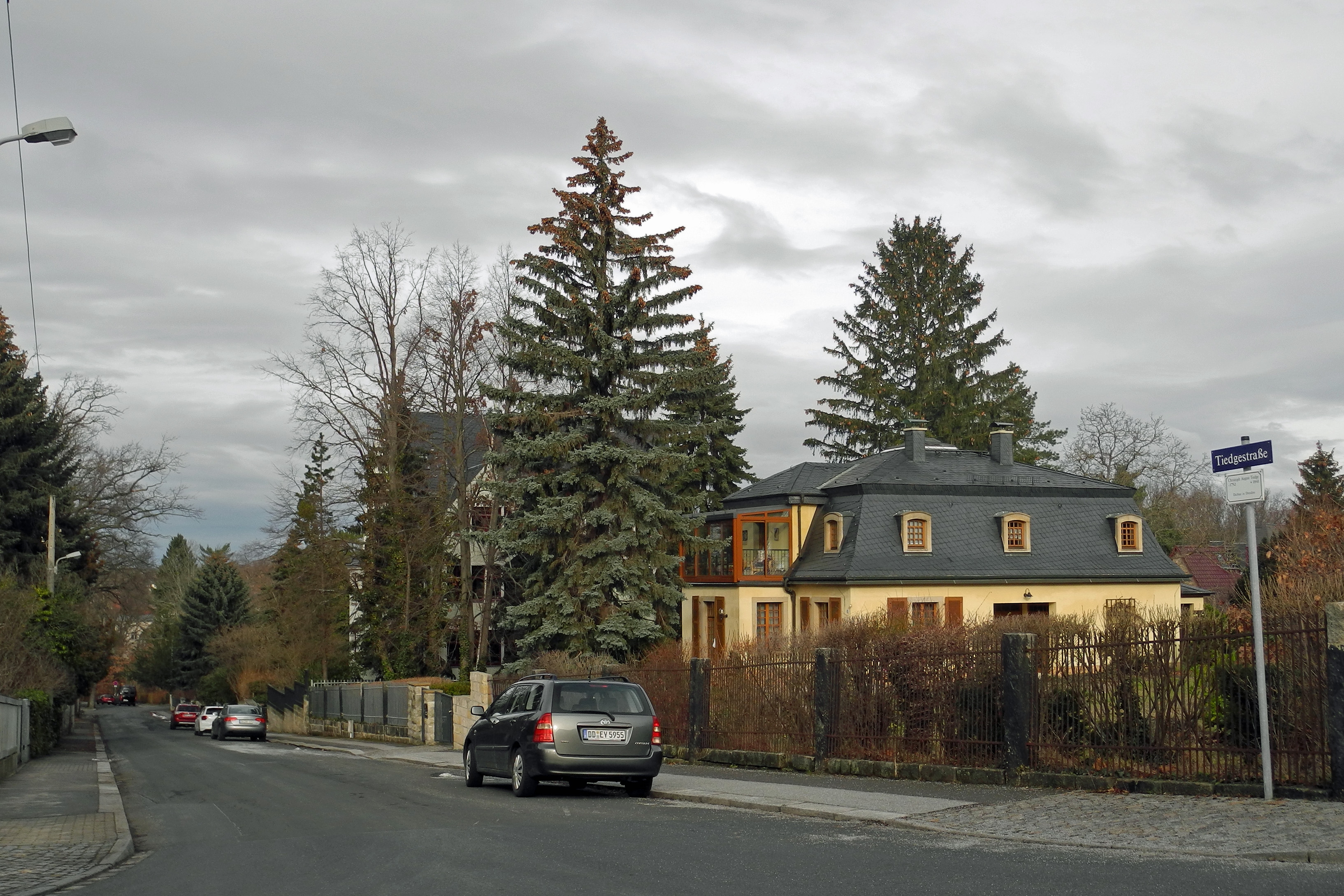
Tiedgestraße in Dresden-Loschwitz

Nach August Tiedge sind Straßen in seinem Geburtsort Gardelegen und in seinem Sterbeort Dresden benannt. 1904 wurde in Hannover eine Straße zwischen Gellertstraße und Leisewitzstraße nach ihm benannt. Gellert und Leisewitz waren, wie Tiedge, Dichter. Eine Tiedgestraße gibt es auch in Ellrich.

## Schriften (Auswahl)
- Die Einsamkeit, Leipzig 1792. (Digitalisat)
- Schriften. Erster Band. Episteln, Göttingen 1796
- Über die Eitelkeit, Dölle, Halberstadt 1792. (Digitalisat)
- Elegien und vermischte Gedichte, Haas, Wien und Prag 1813. (Digitalisat)
- Bruchstücke aus Neanders Leben, mit Elisa von der Recke, Berlin 1804
- Urania, über Gott, Unsterblichkeit und Freiheit, Halle 1804. (Digitalisat)
- Frauenspiegel, Halle 1807. (Digitalisat)
- Das Echo oder Alexis und Ida. Ein Ciclus von Liedern, Halle 1812
- Denkmale der Zeit. Hartknoch, Leipzig 1814. (Digitalisat)
- Aennchen und Robert oder der singende Baum, mit Christian August Gottlob Eberhard, Halle 1815
- Elisa von der Recke, geborene Reichsgräfin von Medem; biographische Skizze und Charakteristik, Leipzig 1818. (Digitalisat)
- Anna Charlotte Dorothea, letzte Herzogin von Kurland. Brockhaus, Leipzig 1823 (Digitalisat bei Google Books).
- Glaube, Unglaube und Aberglaube unserer Zeit mit Eduard Köhler, Dresden 1825
- An die Deutschen. Worte der Warnung bei Gelegenheit der neuesten Ereignisse zu Constantinopel, Nürnberg 1826. (Digitalisat)
- Die Griechen im Kampfe mit den Barbaren. Brockhaus, Leipzig 1826. (Digitalisat)
- Weihestunden einer edlen Seele mit Friederike Voigt, Dresden 1826
- Wanderungen durch den Markt des Lebens. Renger, Halle 1835. (Digitalisat Band 1), (Band 2)
- C. A. Tiedges sämmtliche Werke 1, Leipzig 1841
- Leben und poetischer Nachlass, Leipzig 1841. (Digitalisat Band 1), (Band 2), (Band 3), (Band 4)
- Nachtrag, Dresden 1864